# Нгуен Тхи Хыонг
Нгуен Тхи Хыонг (род. 24 сентября 1997, Ханой) — вьетнамская боксёрша. Призёр чемпионата мира 2019 года. Призёр чемпионатов Азии 2017 и 2019 годов.

## Карьера
На домашнем чемпионате Азии по боксу в 2017 году, в весовой категории до 81 кг, она дошла до финального поединка, в котором уступила спортсменке из Китая Ян Сяоли и завоевала серебряную медаль континентального первенства.
На азиатском чемпионате в 2019 году, в Бангкоке, она дошла до полуфинальной стадии, уступила и стала бронзовой призёркой турнира.
Предолимпийский чемпионат мира 2019 года, который состоялся в Улан-Удэ в октябре, вьетнамская спортсменка завершила полуфинальным поединком, уступив турецкой спортсменке Элиф Гюнери по единогласному решению судей. В результате на одиннадцатом чемпионате мира по боксу среди женщин, первом для себя в карьере, она завоевала бронзовую медаль.